# 遠山一行 (与助)
遠山 一行（とおやま かずゆき）は、戦国時代の武将。明知遠山氏の当主、遠山景玄の子。明知城主。

## 略歴
美濃国恵那郡明知に生まれる。
元亀元年（1570年）12月28日、秋山虎繁が率いる武田軍の東美濃・三河侵攻を防ぐために勃発した上村合戦において大将として参戦した祖父の遠山景行は敗れて自刃し、父の遠山景玄も討死したため、叔父の遠山友治と共に明知城を守った。
天正2年（1574年）1月27日、武田勝頼は信玄の遺志を果たすため山県昌景ら甲斐・信濃・飛騨・越中・上野の5箇国3万人の兵を率いて織田信長を圧迫するため美濃恵那郡に侵攻し、寺社を悉く破壊した後に岩村城に入った。
勝頼は、明知城の北に陣を敷いて、美濃・尾張・三河・遠江攻略の拠点となる明知城を、1万5千の大軍で攻めて占領しようとした。
明知遠山氏は、先の上村合戦の折に屈強な兵は悉く討死したため、老弱な兵のみが残っていたので、信長は、明知城に兵200騎を送り、明知城主の一行と叔父の遠山友治らは総勢500人でこれを防ぎながら、信長に救援を求めた。
信長は明知城を失う重大さを思い、奈良多聞山城から呼び寄せた嫡男の織田信忠と明智光秀とともに、3万の兵にて明知城より北東にある鶴岡山に布陣し、包囲された明知遠山氏と連絡して武田勢を挟撃しようとした。
武田勢は織田方の遠山氏の苗木城・明照城・大井城・串原城・今見砦・阿木城・妻木城等の城砦を陥れた。
そのため信長は、東濃の神篦城に河尻秀隆を、小里城に池田恒興を配置し、2月24日に岐阜に撤退した。
天正2年（1574年）武田勝頼の家臣山県昌景の侵攻により明知城の戦いが勃発しようとした。
明知遠山氏は、上村合戦の折に屈強な兵は悉く討死したため、老弱な兵のみが残っていたので、信長は、明知城に兵200騎を送り、一行と叔父の遠山友治らは総勢500人でこれを防ぎながら、信長に救援を求めた。
一行は、明知の八王子神社の神職の丹後禰宜とともに防ごうとした。丹後は強弓で敵兵5〜6人を倒し、武田勢が怯むところを斬りかかり戦ったが深手を負い山中に退き没した。丹後に従って戦った24人の禰宜も悉く討死した。
武田勢は明知城を包囲した。遠山友治は死守しつつ織田信長に救援を頼んだ。信長は嫡男の織田信忠とともに自ら出陣し援けようとした。信長は美濃の諸将（池田恒興・河尻秀隆・森長可・蜂屋頼隆・塚本）など3万人を率いたとされるが、山県昌景が兵6千人を率いて鶴岡山の山麓を廻り、信長軍の進路を遮ると、信長は兵を退いて布陣した。遠山十八城のうち明知城は17番目に落城した。
明知城が落城した際に叔父の遠山友治（勘右衛門）も討死した。
明知年譜によると山県隊が信長軍を追撃して4里退かせた。信長の周囲を固めた16騎のうち9騎が打ち取られ、7騎が逃げ出すなど、信長を瀬戸際まで追い詰める場面もあったという。
この後、武田軍は機に乗じて川中島衆を派遣して飯羽間城を攻め落とした（飯羽間城の戦い）。
その後、上杉謙信の軍勢が動いたことを知った武田勝頼は東美濃から撤兵した。
一行が、未だ若かったことから家臣一同が相談して、飯高山満昌寺の僧となっていた一行の叔父の遠山利景を還俗させて明知遠山氏を継がせ、一行は景行の猶子となった。
天正3年（1575年）5月21日、武田勝頼は長篠の戦いにおいて織田・徳川連合軍に大敗し、山県昌景・馬場信春ら多くの重臣を失った。このため、織田・徳川による武田反攻が始まることとなった。
信長は嫡男・信忠に軍を預けて岩村城に侵攻させた。これに対して武田勝頼は援軍に向かおうとし、勝頼の動きを聞いた信長も11月14日に京から岐阜へ向かった。
上村合戦で武田(秋山軍)との戦いで生き残った明知遠山氏と串原遠山氏の一族・郎党達は織田・徳川方に付く者と武田方に付く者の二手に分かれた。
これより半年前から、織田・徳川方に付いた一行は上村に、遠山左衛門は中津川に、土岐三兵は竹折に、小里内作は大川に駐留して、各方面から岩村城への補給路を断った。織田信忠は岩村城を攻囲し勝利した。(岩村城の戦い)
その戦いにおいて一行と利景は小里城を落とし、明知城を奪還した。
天正10年（1582年）の甲州征伐の際には、徳川家康の麾下に属して参加、そのまま河尻秀隆らと甲府の守りついていた所に、本能寺の変を知って帰還した。
この時、駿河国に赴き、江尻城にいた本多重次を訪ねて、今後は一族は徳川方に従うことを誓ったが、直後に羽柴秀吉より美濃金山城主森長可に従い人質を出すように命ずる書状があり、一行の娘の阿子を金山城に人質として送った。
天正11年（1583年）、城主の遠山一行と叔父の遠山利景は密かに明知城を出て、利景の妻の実家である三河足助城の鈴木氏を頼り家康の麾下に入った。
これを知った森長可は激怒して、美濃と三河の境である野原村下切の矢作川の河原で、人質としていた一行の娘の阿子と、老女2名を磔刑にして、屍を三河側から見えるように晒した。明知城は長可の手に落ちた。
天正12年（1584年）、小牧・長久手の戦いが始まると、明知城は森長可の家臣の石黒藤蔵・関左門の2人が守っていたが、4月17日、利景は策を講じてこれを襲い、城を奪還すると共に首級15を挙げた。
そのうち3つを小牧の家康本陣に送り、西尾吉次と本多正信が首実検をし、論功行賞で明知の所領安堵が認められた。
なお、一行は真田昌幸を押し込めるための小諸城の守りに派遣された大久保忠世に後見された依田康国に従った。
秀吉と織田信雄が和睦を機に終戦すると、秀吉の命令で明知城は戦死した長可の弟忠政の所領に加えられることになり、利景は再び追われて足助城の鈴木氏を頼った。
天正16年（1588年）の冬、一行は、家康の使いとして信濃〜甲斐〜駿河を行き来していたが、信濃と甲斐の国境にある平沢峠で大雪により遭難して亡くなった。
そのため明知遠山氏の嫡流である景玄系は断絶したが、その後は叔父の景行と、従弟の遠山方景が明知遠山氏を率いて、関ヶ原の戦いの前哨戦である東濃の戦いで戦功を挙げ、江戸幕府成立後に明知遠山氏は、6,531石の交代寄合(参勤交代する旗本)となった。

## 娘の阿子
家康は、一行の娘の阿子が森長可によって処刑されたことを聞き、遠山利景に対して何度も憐みの言葉をかけたと伝わる。
宝永元年(1708年)、旗本の明知遠山氏5代の遠山伊清は、阿子に「息心院憩室禅恰大姉」、伴に処刑された老女二人に「忠岳玄貞信女」、「忠岩妙節信女」と追号し、江戸における菩提寺の南泉寺の境内に、阿子と二人の老女の供養のためとして、「息心庵」を建立し、永代供養料として毎年米3俵を寄進した。